# 显脉拉拉藤
显脉拉拉藤（学名：Galium kinuta）为茜草科拉拉藤属下的一个种。

## 扩展阅读
- 維基物種上的相關：显脉拉拉藤